# Your Demise
Your Demise est un groupe britannique de punk hardcore, originaire de St Albans, en Angleterre. Ils enregistrent leur album The Kids We Used to Be sur le label anglais Visible Noise Records. En 2013, le groupe annonce sa séparation après une tournée d'adieu. En mars 2014, le groupe donne quatre derniers concerts au Royaume-Uni.

## Histoire
Le groupe de cinq musiciens commence sa carrière en 2003 en tant que cover band du groupe américain de punk hardcore Suicidal Tendencies. En septembre 2008, ils annoncent avoir signé un contrat avec le label Visible Noise. Ils enregistrent alors leur album Ignorance Never Dies dans les studios Outhouse à Reading, qui sort en avril de l'année suivante,,,. Le 15 juillet 2009, ils annoncent que le leader actuel George Noble allait quitter le groupe. Ils trouvent un remplaçant en la personne d'Ed McRae, qui avait déjà été le chanteur du groupe Centurion.
Mi-avril 2013, le groupe annonce sa séparation pour le mois de mars de l'année suivante, les membres du groupe souhaitant notamment entamer une nouvelle étape de leur vie. Le groupe annule alors à la dernière minute une tournée en Amérique du Nord avec Rotting Out et Expire, qui devait avoir lieu en mai. En revanche, le groupe annonce une tournée de clôture, pour laquelle de plus amples informations suivront. D'autres concerts, comme celui de juin au With Full Force qui se déroule chaque année à Löbnitz, ne semblent pas être concernés par une annulation. Le groupe annonce sa séparation après une tournée d'adieu dont les derniers concerts ont lieu en mars 2014. La tournée s'arrête en Allemagne, aux Pays-Bas, en Belgique et au Portugal. Your Demise accompagne par Betrayal et Coldburn.
Le 18 juin 2014, les musiciens décident de s'associer à l'ancien chanteur George Noble pour une dernière tournée au Royaume-Uni et de se produire sous le nom de groupe Your Demise 2004. Lors de cette tournée, seuls les morceaux des EP, des démos et des deux premiers albums du groupe seront joués. Il est également possible de précommander un CD intitulé A New Ending, qui contiendra des chansons de The Blood Stays on the Blade ainsi que six faces B inédites. La tournée s'appellera A New Ending - Farewell Tour.

## Discographie
- 2004 : Your Days are Numbered (EP)
- 2006 : You Only Make Us Stronger
- 2008 : The Blood Stays on the Blade (EP)
- 2009 : Ignorance Never Dies
- 2010 : The Kids We Used to Be
- 2012 : The Golden Age
- 2013 : Cold Chillin’ (EP)